# Bally Prell

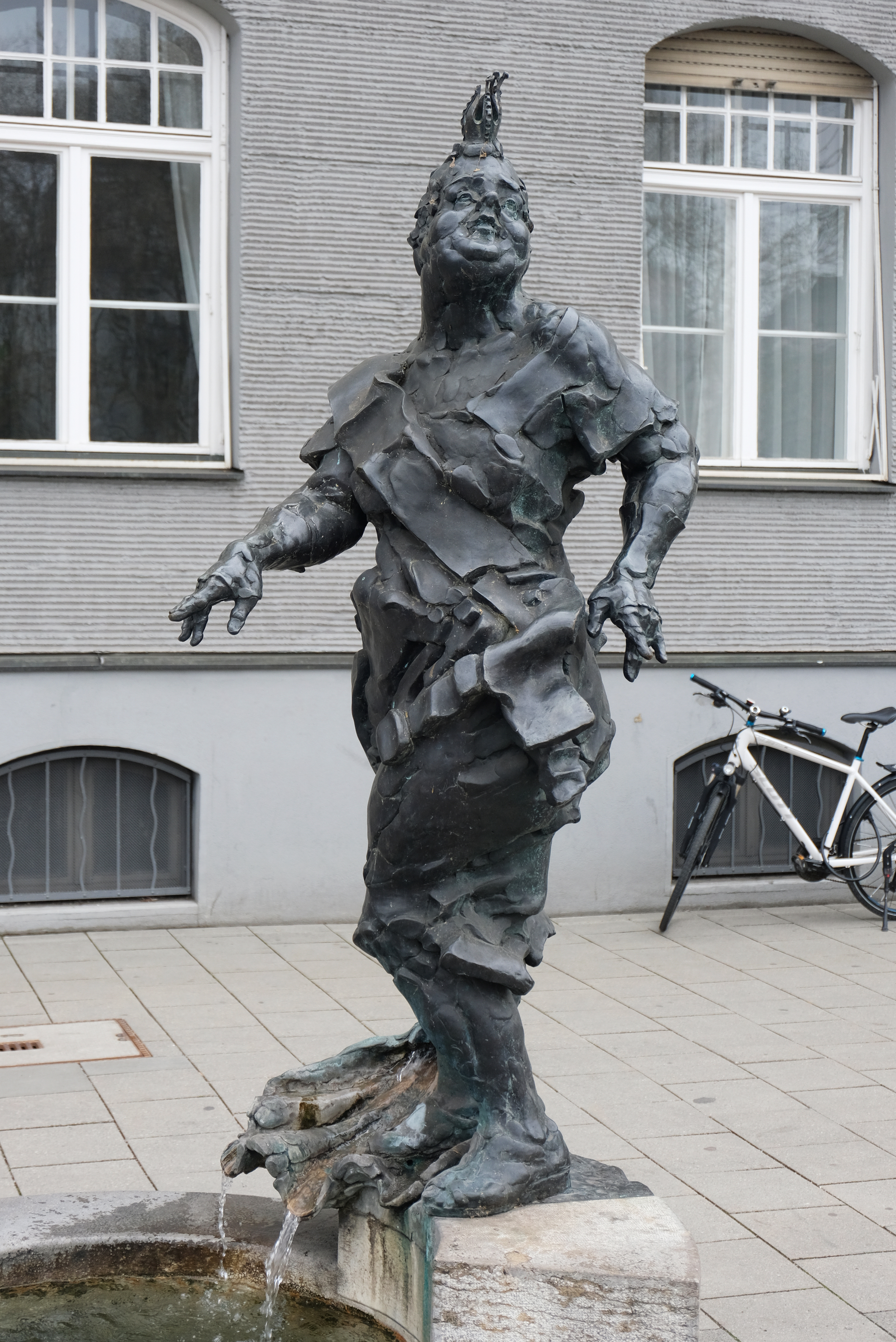
Bally-Prell-Brunnen

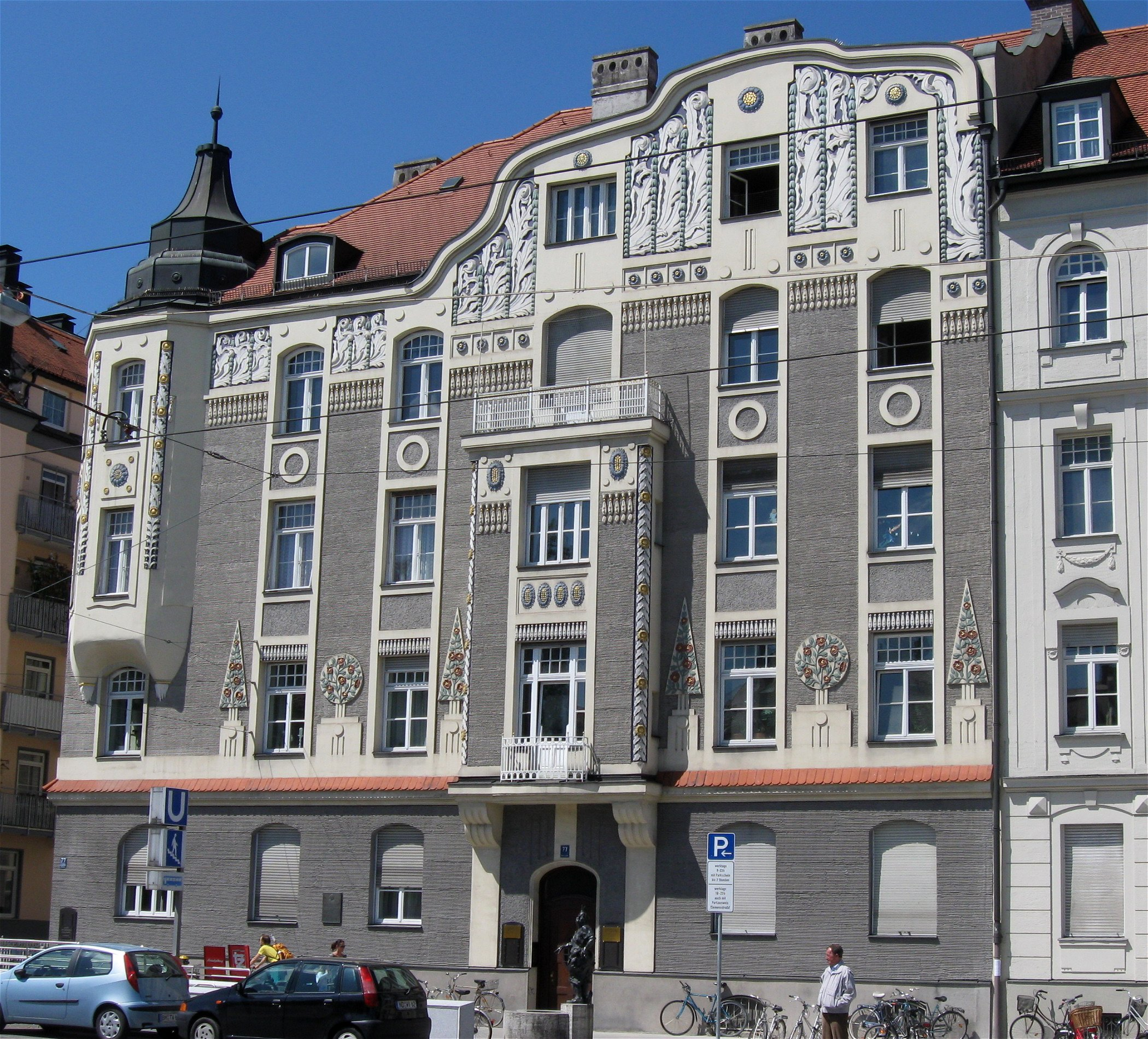
Wohnhaus Bally Prells in der Leopoldstr. 77 in München

Bally Prell (eigentlich Agnes Pauline Prell; * 14. September 1922 in München; † 20. März 1982 ebenda) war eine deutsche Vortragskünstlerin und Volkssängerin.

## Leben
Prell wurde als Tochter des Münchener Komponisten und Volkssängers Ludwig Prell in der Leopoldstraße 77 in Schwabing geboren, wo sie auch zeit ihres Lebens wohnte. Als Fünfjährige trat sie im Münchner Odeons-Saal auf und begeisterte die Zuhörer mit ihrer Stimme. Ihre Stimmlage war eine weiche Kontra-Alt-Stimme, mit der sie auch klassische Arien zu singen vermochte.

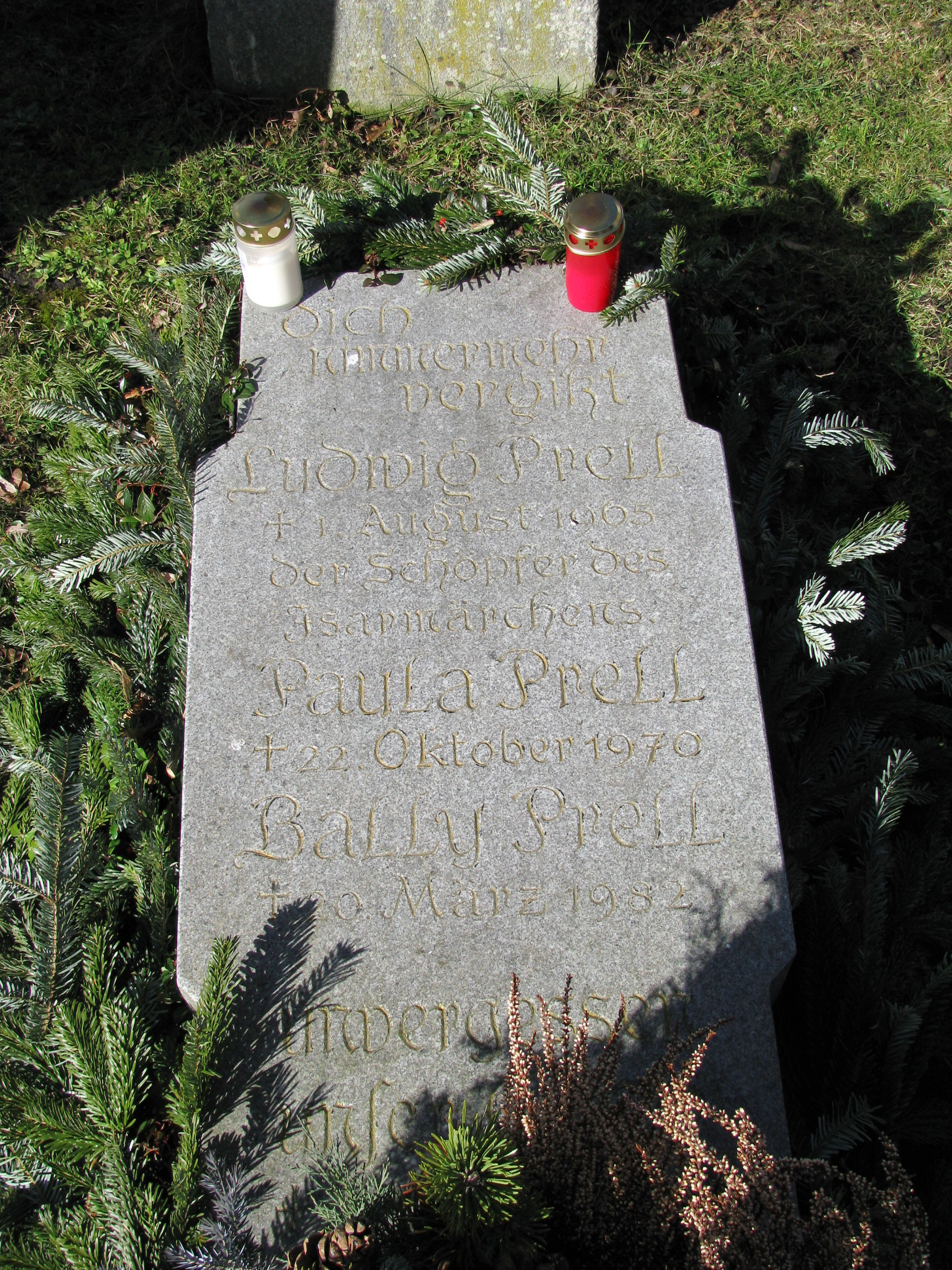
Grab von Bally Prell auf dem Münchener Nordfriedhof

Am 31. Oktober 1953 trat sie zum ersten Mal im Münchener Platzl mit ihrem Lied Die Schönheitskönigin von Schneizlreuth auf, wobei sie den aufkommenden Schönheitswahn mit ihrem rustikalen Auftreten karikierte. Musikalisch handelt es sich bei der Nummer um eine Adaption des Rheinländers Die Gigerlkönigin von Paul Lincke, das Ende des 19. Jahrhunderts von der österreichischen Sängerin Paula Menotti bekannt gemacht wurde. Zu ihrem Programm gehörte auch das von ihrem Vater komponierte Isarmärchen. Dem Platzl blieb sie bis an ihr Lebensende verbunden. 1956 und 1957 war sie auch in Filmen zu sehen, wie in Heiraten verboten als Jahrmarktssängerin und in Zwei Bayern im Harem als Leila, Rose der Nacht (1957). Sie starb 1982 an den Folgen einer Kropfoperation. Bally Prell liegt auf dem Münchener Nordfriedhof begraben (Grab Nr. 2-3-5).

## Ehrungen
Im Münchner Stadtmuseum werden zu ihrem Andenken ihr bekanntes Bühnenkostüm, bestehend aus einem blumigen Rüschenkleid, dem Sonnenschirm, den Halbhandschuhen, dem gezackten Krönchen und der weiß-blauen Schärpe mit dem Aufdruck „Miss Schneizlreuth“ im Original aufbewahrt.
Vor dem Haus in der Leopoldstraße wurde ein von Wolfgang Sand 1992 entworfener Brunnen aufgestellt.
Der Münchner Stadtrat beschloss am 14. Juni 2007, in einem Neubaugebiet im Stadtteil Lochhausen eine Straße nach ihr zu benennen.